# Obbornhofen
Obbornhofen ist ein Stadtteil von Hungen im mittelhessischen Landkreis Gießen.

## Geografische Lage
Obbornhofen liegt südwestlich von Hungen in der nördlichen Wetterau. Durch den Ort verläuft die Landesstraße 3354. Durch ein Waldstück abgeschirmt liegt westlich die Bundesautobahn 45.

## Geschichte

### Ersterwähnung und historische Namensformen
Obbornhofen wurde 766/767 erstmals im Lorscher Codex als „Oberenhouen“ erwähnt, danach in zahlreichen weiteren Schenkungen an das Kloster Lorsch.
Spätere historische Namensformen waren (jeweils mit dem Jahr der Erwähnung):
- 1141: in Obernhoben[5]
- 1269: de Oberhoven[6]
- 1342: von Obirnhabin[7]
- 1367: von Abernhofen[8]

### Herrschaftsverhältnisse im Mittelalter
In Obbornhofen befand sich der zentrale Herrenhof für den Besitz des Klosters Lorsch auch in Wohnbach und Bellersheim. Der Hof umfasste ca. 60 m × 60 m und war damit fast genauso groß wie der Berstädter Herrenhof.
Obbornhofen wird am 10. Juli 1238 zur Hälfte als münzenbergisches Lehen an den Ritter Winter von Kalsmunt durch Ulrich I. von Münzenberg vergeben.
Nach dem Aussterben der Münzenberger in männlicher Linie 1255 erbten Isengard von Münzenberg und ihr Mann Philipp von Bolanden einen Teil des Münzenberger Besitzes. 1271 teilten die Söhne Philipps die Herrschaft Münzenberg 1271 Werner von Falkenstein erhielt u. a. das Gericht Obbornhofen.
Am 20. April 1304 wurde in einem Schiedsspruch zwischen Ulrich von Hanau und den Falkensteinern festgestellt, dass Hanau ein Sechstel „umme Gerlohes gut von Berstat zu Obernhoven, daz die herren von Valkenstein ime nemen,“ für den Fall zugesprochen wird, dass dieses Gut lehnsrührig von der Herrschaft Münzenberg ist.

### Gebietsreform in Hessen
Im Zuge der Gebietsreform in Hessen wurde zum 1. Januar 1977 kraft Landesgesetz die bis dahin selbstständige Gemeinde Obbornhofen in die Kleinstadt Hungen eingegliedert. Für Obbornhofen wurde wie für alle Stadtteil von Hungen ein Ortsbezirk eingerichtet.

### Verwaltungsgeschichte im Überblick
Die folgende Liste zeigt die Staaten und Verwaltungseinheiten, denen Obbornhofen angehört(e):
- vor 1742: Heiliges Römisches Reich, Grafschaft Solms-Braunfels, Herrschaft Münzenberg, Amt Wölfersheim
- ab 1742: Heiliges Römisches Reich, Fürstentum Solms-Braunfels, Herrschaft Münzenberg, Amt Wölfersheim
- ab 1806: Großherzogtum Hessen,[Anm. 2] Oberfürstentum Hessen, Amt Wölfersheim (des Fürsten Solms-Braunfels)[17]
- ab 1815: Großherzogtum Hessen, Provinz Oberhessen, Amt Wölfersheim (des Fürsten Solms-Braunfels)[18]
- ab 1820: Großherzogtum Hessen, Provinz Oberhessen, Amt Wölfersheim[Anm. 3]
- ab 1822: Großherzogtum Hessen, Provinz Oberhessen, Landratsbezirk Hungen[19][Anm. 4]
- ab 1841: Großherzogtum Hessen, Provinz Oberhessen, Kreis Hungen
- ab 1848: Großherzogtum Hessen, Regierungsbezirk Friedberg
- ab 1852: Großherzogtum Hessen, Provinz Oberhessen, Kreis Nidda
- ab 1867: Norddeutscher Bund,[Anm. 5] Großherzogtum Hessen, Provinz Oberhessen, Kreis Nidda
- ab 1871: Deutsches Reich, Großherzogtum Hessen, Provinz Oberhessen, Kreis Nidda
- ab 1874: Deutsches Reich, Großherzogtum Hessen, Provinz Oberhessen, Kreis Giesen
- ab 1918: Deutsches Reich (Weimarer Republik), Volksstaat Hessen, Provinz Oberhessen, Kreis Gießen
- ab 1938: Deutsches Reich, Volksstaat Hessen, Landkreis Gießen[20][Anm. 6]
- ab 1945: Amerikanische Besatzungszone,[Anm. 7] Groß-Hessen, Regierungsbezirk Darmstadt, Landkreis Gießen
- ab 1946: Amerikanische Besatzungszone, Land Hessen, Regierungsbezirk Darmstadt, Landkreis Gießen
- ab 1949: Bundesrepublik Deutschland, Land Hessen, Regierungsbezirk Darmstadt, Landkreis Gießen
- ab 1977: Bundesrepublik Deutschland, Land Hessen, Regierungsbezirk Darmstadt, Lahn-Dill-Kreis, Stadt Hungen[Anm. 8]
- ab 1979: Bundesrepublik Deutschland, Land Hessen, Regierungsbezirk Darmstadt, Landkreis Gießen, Stadt Hungen
- ab 1981: Bundesrepublik Deutschland, Land Hessen, Regierungsbezirk Gießen, Landkreis Gießen, Stadt Hungen

### Gerichte seit 1803
In der Landgrafschaft Hessen-Darmstadt wurde mit Ausführungsverordnung vom 9. Dezember 1803 das Gerichtswesen neu organisiert. Für die Provinz Oberhessen wurde das Hofgericht Gießen als Gericht der zweiten Instanz eingerichtet. Die Rechtsprechung der ersten Instanz wurde durch die Ämter bzw. Standesherren vorgenommen und somit war für Obbornhofen ab 1806 das „Patrimonialgericht der Fürsten Solms-Braunfels“ in Wölfersheim zuständig.
Das Hofgericht war für normale bürgerliche Streitsachen Gericht der zweiten Instanz, für standesherrliche Familienrechtssachen und Kriminalfälle die erste Instanz. Die zweite Instanz für die Patrimonialgerichte waren die standesherrlichen Justizkanzleien. Übergeordnet war das Oberappellationsgericht Darmstadt.
Mit der Gründung des Großherzogtums Hessen 1806 wurde diese Funktion beibehalten, während die Aufgaben der ersten Instanz 1821–1822 im Rahmen der Trennung von Rechtsprechung und Verwaltung auf die neu geschaffenen Land- bzw. Stadtgerichte übergingen. Ab 1822 ließen die Fürsten Solms-Braunfels ihre Rechte am Gericht durch das Großherzogtum Hessen in ihrem Namen ausüben. „Landgericht Hungen“ war daher die Bezeichnung für das erstinstanzliche Gericht, das für Obbornhofen zuständig war. Auch auf sein Recht auf die zweite Instanz, die durch die Justizkanzlei in Hungen ausgeübt wurde verzichtete der Fürst 1823.
Erst infolge der Märzrevolution 1848 wurden mit dem „Gesetz über die Verhältnisse der Standesherren und adeligen Gerichtsherren“ vom 15. April 1848 die standesherrlichen Sonderrechte endgültig aufgehoben.
Anlässlich der Einführung des Gerichtsverfassungsgesetzes mit Wirkung vom 1. Oktober 1879, infolge derer die bisherigen großherzoglich hessischen Landgerichte durch Amtsgerichte an gleicher Stelle ersetzt wurden, während die neu geschaffenen Landgerichte nun als Obergerichte fungierten, kam es zur Umbenennung in „Amtsgericht Hungen“ und Zuteilung zum Bezirk des Landgerichts Gießen.
Am 1. Juni 1934 wurde das Amtsgericht Hungen aufgelöst und Obbornhofen dem Bezirk des Amtsgerichts Nidda zugeteilt.
Zum 1. Januar 2012 wurde auch das Amtsgericht Nidda gemäß Beschluss des hessischen Landtags aufgelöst und Obbornhofen ging an das Amtsgericht Gießen.
Die übergeordneten Instanzen sind jetzt, das Landgericht Gießen, das Oberlandesgericht Frankfurt am Main sowie der Bundesgerichtshof als letzte Instanz.

### Kirchengeschichte

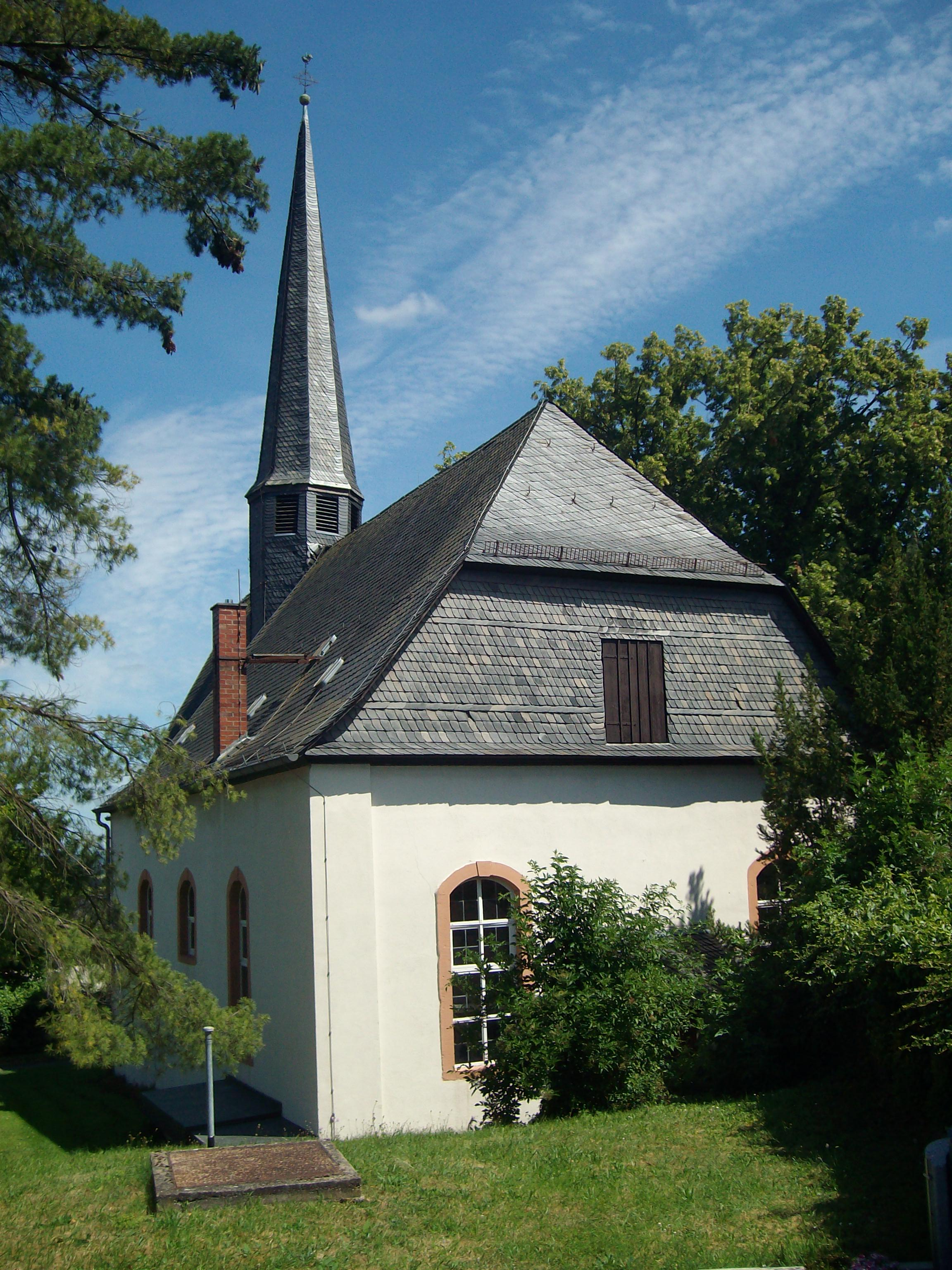
Evangelische Kirche

Obbornhofen hat seit 1333 eine selbstständige Pfarrei.
1462 und noch bis 1593 hatten die von Nordeck zur Rabenau den Kirchensatz als Solms-Licher Lehen. Den Kirchensatz hatte Solms-Lich aus der Münzenberger Erbschaft.
Blasius Lundorp ist der erste bekannte evangelische Pfarrer in Obbornhofen. Seine Amtszeit dauerte von 1558 bis 1568. Ihm folgte für 56 Jahre Martin Walter aus Bauernheim. Dieser war auch bereit, den konfessionellen Wechsel von der Lehre Luthers zur reformierten unter Graf Conrad von Solms-Braunfels zu vollziehen.
Die heutige evangelische Kirchengemeinde ist mit der evangelischen Kirchengemeinde Bellersheim pfarramtlich verbunden.
Der quadratische Chorraum der Obbornhofener Kirche stammt aus dem 13. Jahrhundert. Das neue, barock geprägte Kirchenschiff wurde 1741 und 1742 angebaut.

### Jüdische Gemeinde
Juden lebten in Obbornhofen seit dem Beginn des 17. Jahrhunderts. Gemeinsam mit den Juden in Bellersheim und Wohnbach bildeten sie die Jüdische Gemeinde Obbornhofen, Bellersheim und Wohnbach. In Obbornhofen stand eine Synagoge, die heute als Wohnhaus erhalten ist. Der jüdische Friedhof am Eichelberg war Begräbnisstätte für Obbornhofener, Bellersheimer und Wohnbacher Juden.
Beinahe alle Juden in den drei Orten wurden nach 1939 deportiert und ermordet. Einigen gelang es noch auszuwandern.

## Bevölkerung

### Einwohnerstruktur 2011
Nach den Erhebungen des Zensus 2011 lebten am Stichtag dem 9. Mai 2011 in Obbornhofen 852 Einwohner. Darunter waren 18 (2,1 %) Ausländer. Nach dem Lebensalter waren 147 Einwohner unter 18 Jahren, 369 zwischen 18 und 49, 192 zwischen 50 und 64 und 144 Einwohner waren älter. Die Einwohner lebten in 342 Haushalten. Davon waren 87 Singlehaushalte, 96 Paare ohne Kinder und 114 Paare mit Kindern, sowie 39 Alleinerziehende und 9 Wohngemeinschaften. In 63 Haushalten lebten ausschließlich Senioren und in 131 Haushaltungen lebten keine Senioren.

### Einwohnerentwicklung
| Obbornhofen: Einwohnerzahlen von 1830 bis 2020 | Obbornhofen: Einwohnerzahlen von 1830 bis 2020 | Obbornhofen: Einwohnerzahlen von 1830 bis 2020 | Obbornhofen: Einwohnerzahlen von 1830 bis 2020 | Obbornhofen: Einwohnerzahlen von 1830 bis 2020 |
| --- | ---------------------------------------------- | ---------------------------------------------- | ---------------------------------------------- | ---------------------------------------------- |
| Jahr |                                                |                                                |                                                | Einwohner                                      |
| 1830 | 1830                                           |                                                | 477                                            | 477                                            |
| 1834 | 1834                                           |                                                | 522                                            | 522                                            |
| 1840 | 1840                                           |                                                | 530                                            | 530                                            |
| 1846 | 1846                                           |                                                | 541                                            | 541                                            |
| 1852 | 1852                                           |                                                | 569                                            | 569                                            |
| 1858 | 1858                                           |                                                | 549                                            | 549                                            |
| 1864 | 1864                                           |                                                | 553                                            | 553                                            |
| 1871 | 1871                                           |                                                | 569                                            | 569                                            |
| 1875 | 1875                                           |                                                | 569                                            | 569                                            |
| 1885 | 1885                                           |                                                | 553                                            | 553                                            |
| 1895 | 1895                                           |                                                | 557                                            | 557                                            |
| 1905 | 1905                                           |                                                | 621                                            | 621                                            |
| 1910 | 1910                                           |                                                | 642                                            | 642                                            |
| 1925 | 1925                                           |                                                | 650                                            | 650                                            |
| 1939 | 1939                                           |                                                | 653                                            | 653                                            |
| 1946 | 1946                                           |                                                | 939                                            | 939                                            |
| 1950 | 1950                                           |                                                | 909                                            | 909                                            |
| 1956 | 1956                                           |                                                | 823                                            | 823                                            |
| 1961 | 1961                                           |                                                | 850                                            | 850                                            |
| 1967 | 1967                                           |                                                | 852                                            | 852                                            |
| 1971 | 1971                                           |                                                | 835                                            | 835                                            |
| 1987 | 1987                                           |                                                | 797                                            | 797                                            |
| 1991 | 1991                                           |                                                | 879                                            | 879                                            |
| 2000 | 2000                                           |                                                | 907                                            | 907                                            |
| 2005 | 2005                                           |                                                | 917                                            | 917                                            |
| 2011 | 2011                                           |                                                | 852                                            | 852                                            |
| 2015 | 2015                                           |                                                | 877                                            | 877                                            |
| 2020 | 2020                                           |                                                | 869                                            | 869                                            |
| Datenquelle: Historisches Gemeindeverzeichnis für Hessen: Die Bevölkerung der Gemeinden 1834 bis 1967. Wiesbaden: Hessisches Statistisches Landesamt, 1968. Weitere Quellen: ; nach 1970 Stadt Hungen; Zensus 2011 |                                                |                                                |                                                |                                                |

### Historische Religionszugehörigkeit
| • 1830: | 477 evangelische, 3 römisch-katholische und 26 jüdische Einwohner |
| • 1961: | 711 evangelische, 26 römisch-katholische Einwohner                |

### Historische Erwerbstätigkeit
| • 1961: | Erwerbspersonen: 184 Land- und Forstwirtschaft, 190 Prod. Gewerbe, 47 Handel, Verkehr und Nachrichtenübermittlung, 26 Dienstleistung und Sonstiges. |

## Politik

### Ortsbeirat
Für den Stadtteil Obbornhofen besteht ein Ortsbezirk (Gebiete der ehemaligen Gemeinde Obbornhofen) mit Ortsbeirat und Ortsvorsteher nach der Hessischen Gemeindeordnung.
Der Ortsbeirat besteht aus fünf Mitgliedern. Bei den Kommunalwahlen in Hessen 2021 betrug die Wahlbeteiligung zum Ortsbeirat 56,37 %. Dabei wurden gewählt: zwei Mitglieder der SPD und drei Mitglieder der „Freien Wähler Hungen“ (FW). Der Ortsbeirat wählte Steffen Wolf (FW) zum Ortsvorsteher.

### Wappen
Auf blauem Schild ein goldener, rotbezungter und -bewehrter Greif.

## Kultur und Sehenswürdigkeiten
Bauwerke 

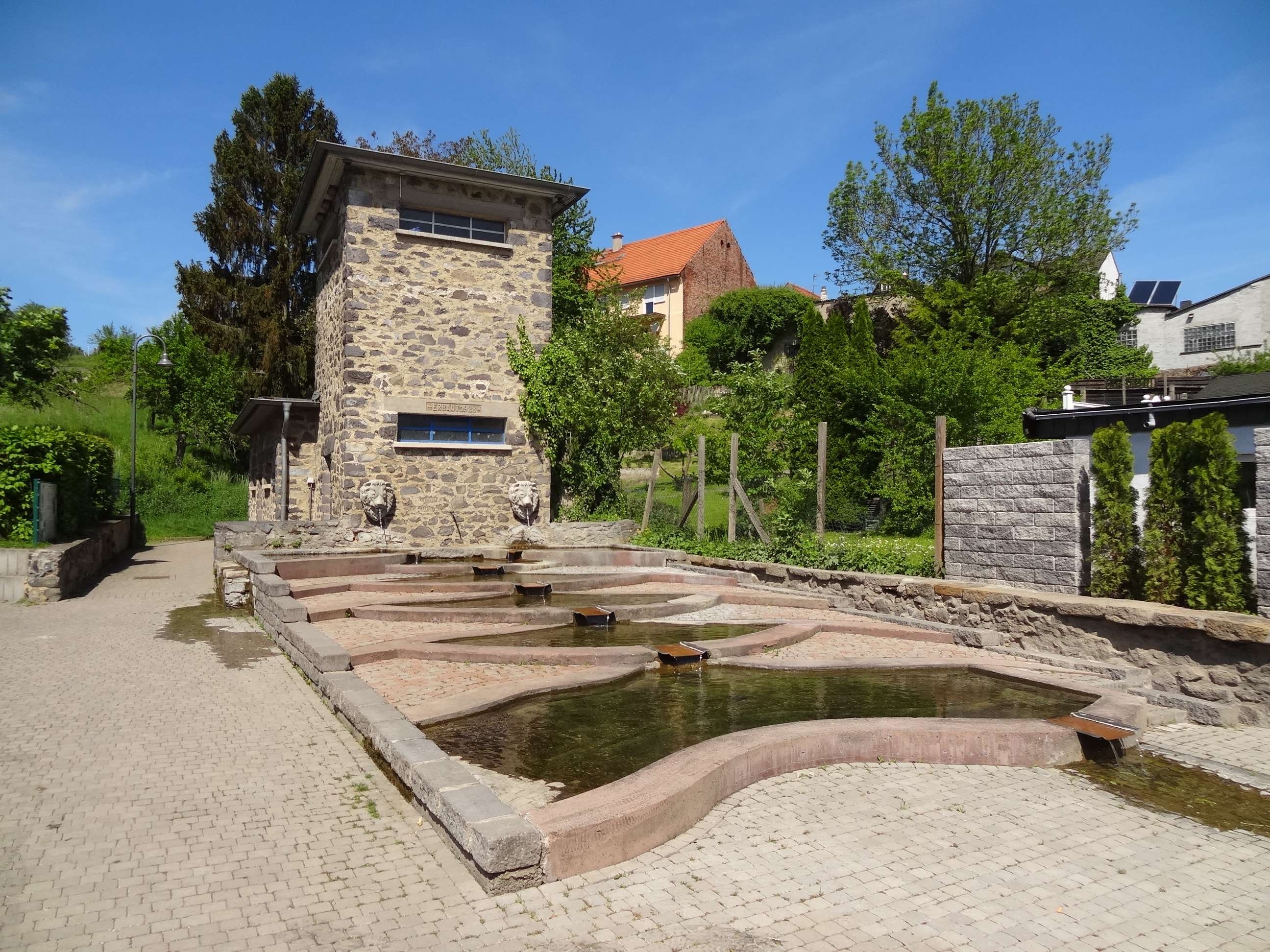
Wasseraufbereitungsanlage

- 1967 wurde im Ort ein Heimatmuseum in einem alten Bauernhaus eröffnet. 1992 kam das alte Fachwerkrathaus dazu. Dieses ist das älteste Fachwerkrathaus des Landkreises Gießens.
- Außerdem befindet sich im Dorf ein artesischer Brunnen, der ununterbrochen kristallklares Wasser fördert. Er hat eine Kapazität von ca. 450.000 Kubikmetern pro Jahr, wird aber wegen überhöhten Nitratgehalts seit vielen Jahren nicht mehr als Trinkwasser genutzt. Um das Wasser anderweitig zu nutzen, hat sich eine kleine Gruppe Obbornhofener Bürger darum bemüht, aus einer verkommenen und fast vergessenen Ecke des Dorfes einen attraktiven Platz mit Wasserspielen zu gestalten.
- Jüdischer Friedhof am Eichelberg (außerhalb des Ortes)
- Komthurhof am südlichen Dorfende, Richtung Wohnbach mit klassizistischem Wohnhaus und Wirtschaftsgebäude.
- Das um 1500 erbaute Fachwerkrathaus ist das älteste Rathaus im Landkreis Gießen.

## Wirtschaft und Infrastruktur

### Verkehr
Der Haltepunkt Obbornhofen-Bellersheim lag an der Bahnstrecke Friedberg–Mücke. Der Güterverkehr endete am 31. Dezember 1997; der Personenverkehr endete am 4. April 2003. Seitdem wird die Strecke in diesem Bereich nicht mehr befahren.

### Bildung
Im Ort gibt es eine Jena-Plan Grundschule und einen städtischen Kindergarten.

## Persönlichkeiten

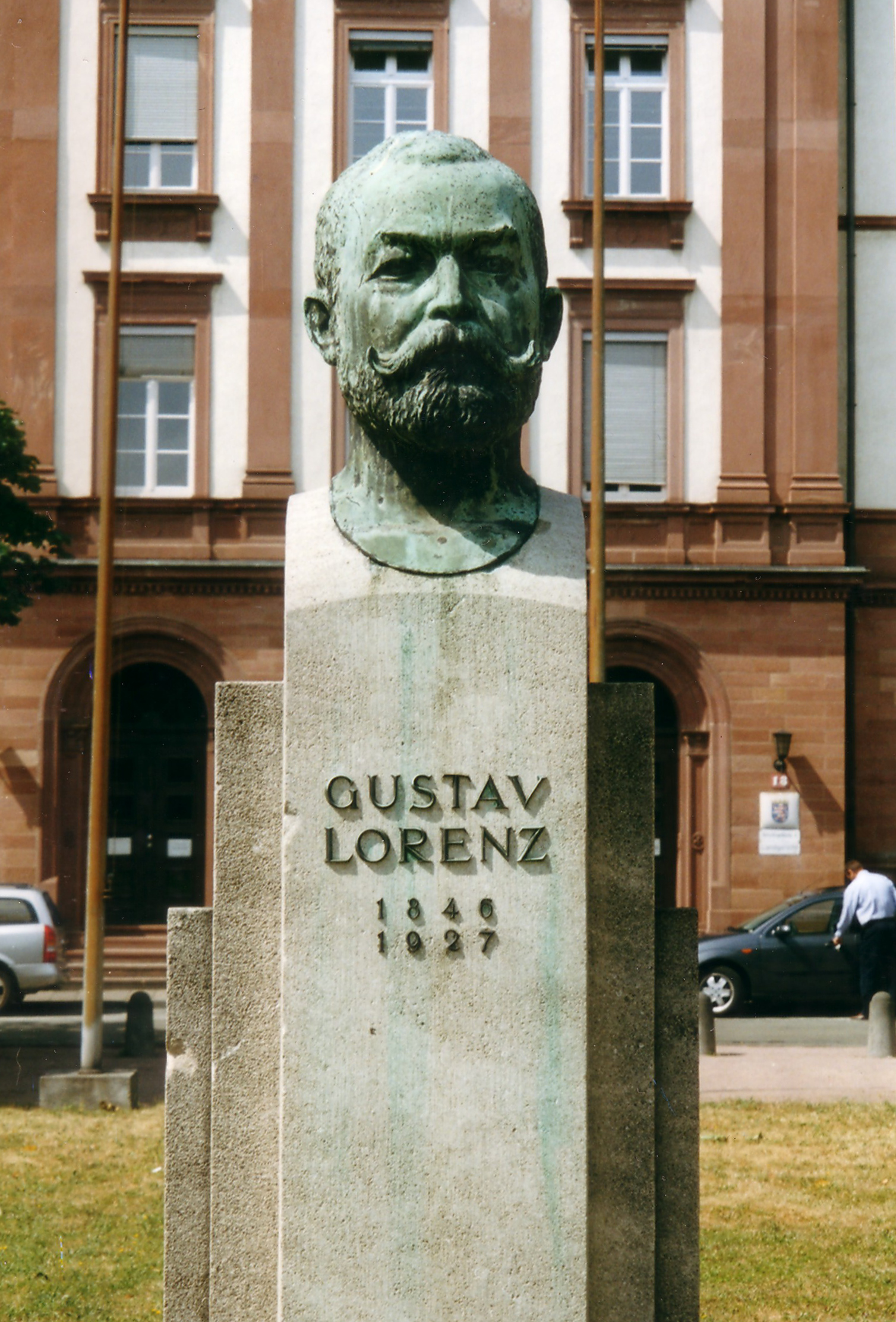
Gustav Lorenz, Denkmal in Darmstadt

- Gustav Lorenz (1846–1927), Veterinärmediziner, Entdecker des Serums gegen den Rotlauf der Schweine
- Karl Henzel (1876–1959), Beigeordneter von Obbornhofen und Landtagsabgeordneter